# 奈緒
奈緒（なお、1995年〈平成7年〉2月10日 - ）は、日本の女優、タレント、元モデル。旧芸名、本田 なお。福岡県福岡市出身。アービング所属。ポーラスター東京アカデミー第1期生。

## 来歴
高校1年の時、地元・福岡の天神でスカウトされ、モデル事務所カバーガールエンターテインメント（CGE）に所属。『ももち浜ストア プラス』（テレビ西日本）でミニコーナー「おすすめ通信 なおちゃんねる」を担当する。
2015年、20歳で単身上京する。この際に芸名を漫画『フルーツバスケット』（高屋奈月・作）のヒロイン・本田透から名字を採った「本田なお」に改める。『美女と男子』（NHK総合）、『謎解きLIVE [四角館の密室]殺人事件』（NHK BSプレミアム）などのテレビドラマやダイハツ・ウェイク、スプライト、HottoMottoなどのCMに出演し、2016年春にはNHKのスポットCM「変わります。よるのNHK」に出演する。
2016年6月公開の『雨女』で映画に初出演。2017年、芸能事務所アービングに所属。芸名を本名の「奈緒」に改名する。2017年8月には福岡時代に受けた『まれ』（2015年度前期）、最終審査で落ちた『わろてんか』（2017年度後期）に続いて3度目の挑戦となったNHK連続テレビ小説『半分、青い。』（2018年度前期）のオーディションで、ヒロイン役には最終審査で落選したものの後に呼ばれた親友役のオーディションにて木田原菜生（なお）役に選出。
2019年4月期には『のの湯』（BS12）で連続ドラマに初主演、また日曜ドラマ『あなたの番です』（日本テレビ系）のストーカー役で第102回ザテレビジョンドラマアカデミー賞助演女優賞を受賞。同年秋には『終わりのない』で初舞台に立ち、初主演映画『ハルカの陶』が公開される。
2022年8月10日リリースの吉田拓郎のラストアルバム『ah-面白かった』LP盤のジャケットモデルとなる。これが契機となって、7月21日放送の『LOVE LOVE あいしてる 最終回・吉田拓郎卒業SP』にゲスト出演し、「今日までそして明日から」をKinKi Kids、吉田拓郎、篠原ともえとセッション。テレビでの歌披露はこれが初となる。
2022年10月スタートのドラマ『ファーストペンギン!』（日本テレビ）で地上波の民放ゴールデン・プライム帯連続ドラマ初主演。

## 人物
- 身長は157cm、体重は40kg。スリーサイズはB78cm、W58cm、H82cm。靴のサイズは23.5cm[注 2]。兄がいる[23]。
- 芸名の「奈緒」は本名でもあり、名字に「さん」付けではなく「下の名前を呼んでほしい」という理由から16歳ころに決めたという[24]。生後7か月のときに父を亡くしているが、父が「たくさんの人に愛されるように」という意味を込めて付けてくれた名前である[25]。

### 趣味嗜好
- 特技は手話、乗馬（5級）、着付け[1]、韓国語、絵。
- 憧れる、尊敬する女優は田中裕子で[26][7]、「演者本人の愛や優しい人柄がにじみ出るような女優になりたい」と語る[18]。また、尊敬する役者に松田龍平の名前も挙げている[27]。
- 母親が吉田拓郎のファンで自身も大ファン[28]。

### 交友関係
- 永野芽郁とは『半分、青い。』で共演して以来の親友であり、『マイ・ブロークン・マリコ』で4年振りの共演を果たしている[29]。
- 小松菜奈とは友人関係であり、『余命10年』『サムライマラソン』等で共演。『沸騰ワード10』（日本テレビ）では自身の地元福岡グルメを共に堪能し、両者ともに豚足好きだという共通点を明かした[30]。
- 永山瑛太とは共演経験が多く、自身がまだ無名の役者として福岡で活動をしていた頃、撮影現場で東京に上京するか迷っていることを初共演時の永山に相談した際には真剣に話を聞いてもらい、具体的なアドバイスと共に役者として生きていくために上京する決断を後押ししてもらったことがあるなど、恩人として永山の名前を挙げている[31]。
- 上白石萌音とは雨の合間を縫って花火をしたり、2人で公園行ってベンチに座り池を眺めながらずっとしゃべったりと穏やかな交流がある[32][33]。「私が撮りたかった女優展」では上白石の写真を奈緒が撮った[34]。
- 川口春奈と同一生年月日で、互いに誕生日を祝っている[35]。

### 趣味・嗜好
- 趣味は、イラストを描くこと（Instagramにて公開）、カレー屋巡り、バーレスクダンス[1]、読書、映画鑑賞、ウクレレ、プロレス観戦、古着収集、中国語。
- 幼いころの夢は漫画家で[36]、小学時代は漫画クラブ、中学時代は美術部に所属[37][38]。
- 好きな食べ物はカレー。酒豪であり日本酒愛好家でもある[39][40]。また、酒場詩人・吉田類のファンで、『吉田類の酒場放浪記』をよく観ている[38]。映画は邦画をよく観る。プロレス観戦も趣味で、WRESTLE-1（現WWE）のレスラーである黒潮"イケメン"二郎のファン[41][42]。

## 出演
太字は主演・メインキャスト。

### 映画
- 雨女（2016年6月4日） - 史恵 役
- HiGH&LOW THE MOVIE（2016年7月16日） - お天気お姉さん 役
- リングサイド・ストーリー（2017年10月14日） - 小野寺絵里 役
- サムライマラソン（2019年2月22日） - みすず 役[43]
- ハルカの陶（2019年11月30日） - 小山はるか 役[44][45]
- 演じ屋 reDESIGN（2019年11月30日） - キヨカ 役
- スマホを落としただけなのに 囚われの殺人鬼（2020年2月21日） - 安西優香 役
- 劇場特別版 カフカの東京絶望日記（2020年2月28日） - 黒柳つぐみ 役[46]
- 僕の好きな女の子（2020年8月14日） - 佐伯美帆 役[47][48]
- 事故物件 恐い間取り（2020年8月28日） - ヒロイン・小坂梓 役[49][50]
- キスカム!〜COME ON,KISS ME AGAIN!〜（2020年9月4日[注 3]）
- みをつくし料理帖（2020年10月16日） - 野江（あさひ太夫）役[52]
- 劇場版 シグナル 長期未解決事件捜査班（2021年4月2日） - 小泉ミチル 役[53]
- 彼女来来（2021年6月18日） - 田辺茉莉 役[54]
- 先生、私の隣に座っていただけませんか?（2021年9月10日） - 桜田千佳 役[55][56]
- 君は永遠にそいつらより若い（2021年9月17日） - 猪乃木楠子 役[57][58]
- マイ・ダディ（2021年9月23日） - 御堂江津子 役[59]
- 草の響き（2021年10月8日） - 工藤純子 役[60]
- あなたの番です 劇場版（2021年12月10日） - 尾野幹葉 役[61]
- 余命10年（2022年3月4日） - 藤崎沙苗 役[62]
- MIRRORLIAR FILMS Season3「可愛かった犬、あんこ」（2022年5月6日） - 主演[63]
- TANG タング（2022年8月11日） - 大槻凛 役[64][65]
- マイ・ブロークン・マリコ（2022年9月30日） - マリコ 役[66]
- #マンホール（2023年2月10日） - 工藤舞 役[67]
- スイート・マイホーム（2023年9月1日） - 本田 役[68][69]
- 陰陽師0（2024年4月19日） - 徽子女王 役[70]
- 告白 コンフェッション（2024年5月31日） - 西田さゆり 役[71]
- 先生の白い嘘（2024年7月5日） - 原美鈴 役[72]
- 傲慢と善良（2024年9月27日） - 坂庭真実 役（藤ヶ谷太輔とダブル主演）[73]

### テレビドラマ
- 福岡恋愛白書（KBCテレビ）
  - 福岡恋愛白書8 メグとアイくん 〜誰にでも忘れられない人はいるはず･･･〜（2013年3月22日） ※オープニングのみ
  - 福岡恋愛白書13〜キミの世界の向こう側〜（2018年3月23日） - 佐々木律 役
- めんたいぴりり（2013年8月3日、テレビ西日本）
  - めんたいぴりり2（2015年2月10日・27日、テレビ西日本） - 弥生 役 ※奈緒名義
- オトナの! ミニドラマ「eのスピリット」（2014年12月 - 、TBS）
- 福岡発地域ドラマ
  - ここにある幸せ（2015年3月8日、NHK BSプレミアム） - 19歳の福子 役 ※奈緒名義
  - 六本松愛し方改革（2018年8月4日 - 9月1日、NHK総合〈福岡〉） - 奈緒 役[74][75]
  - 福岡美人がゆく!（2019年3月1日、NHK総合〈九州沖縄〉・2019年4月29日、5月29日、NHK BS4K） - 稲村築子 役[4][76]
- 私は父が嫌いです（2015年3月29日、NHK BSプレミアム） - 桃香 役
- 美女と男子 最終回（2015年8月25日、NHK総合）
- 謎解きLIVE [四角館の密室]殺人事件（2016年1月23日 - 24日、NHK BSプレミアム） - 深迫めぐみ 役
- Chef〜三ツ星の給食〜 第5話・第6話（2016年11月10日・17日、フジテレビ） - 宮田加奈 役[注 4]
- 冬芽の人（2017年4月5日、テレビ東京） - 関口照美 役[注 4]
- ファイナルファンタジーXIV 光のお父さん（2017年4月19日 - 5月31日、MBS） - 藤本 役[注 4]
- 恋がヘタでも生きてます 第4話（2017年4月27日、読売テレビ・日本テレビ） - 今泉万里江 役[注 4]
- 下北沢ダイハード 第11話（最終話）（2017年9月29日、テレビ東京） - サエ 役
- 赤ひげ（2017年11月3日 - 12月22日、NHK BSプレミアム／2018年9月1日 - 10月20日、NHK総合） - 天野まさを 役
  - 赤ひげ2（2019年11月1日 - 12月20日、NHK BSプレミアム） - 保本まさを 役[77][78]
  - 赤ひげ3（2020年10月23日 - 12月4日、NHK BSプレミアム・NHK BS4K）[79]
  - 赤ひげ4（2022年11月4日 - 12月23日 、NHK BSプレミアム・NHK BS4K）
- 連続テレビ小説 半分、青い。（2018年4月2日 - 9月29日、NHK） - 木田原（西園寺）菜生 役[80][81][注 5]
- サバイバル・ウェディング（2018年7月14日 - 9月22日、日本テレビ） - 栗原美里 役[82]
- のの湯（2019年4月14日 - 6月23日、BS12） - 鮫島野乃 役[15][83]
- あなたの番です（2019年4月14日 - 9月8日、日本テレビ） - 尾野幹葉 役[84][85]
  - 劇場版公開記念!「あなたの番です」金曜ロードショー完全新撮スペシャル!!（2021年12月10日、日本テレビ）[86]
- 潤一 第二話「環」（2019年7月20日、関西テレビ） - 梢 役
- まだ結婚できない男（2019年10月8日 - 12月10日、関西テレビ・フジテレビ） - 横田詩織 役[87]
- 抱かれたい12人の女たち 第10話（2019年12月8日、テレビ大阪） - 漫画家になりたい女 役[88][89]
- ストレンジャー〜上海の芥川龍之介〜A Stranger in Shanghai（2019年12月30日、NHK BS8K・NHK BS4K・NHK総合） - 芥川文 役[90][91][92][93]
- やめるときも、すこやかなるときも（2020年1月21日 - 3月24日、日本テレビ） - ヒロイン・本橋桜子 役[94][95][96]
- ダブルブッキング（2020年6月28日、日本テレビ） - マヤ 役[97][98][99][100][101]
- 竜の道 二つの顔の復讐者（2020年7月28日[注 6] - 9月15日、関西テレビ・フジテレビ） - 遠山凛子 役[104]
- 姉ちゃんの恋人（2020年10月27日 - 12月22日、関西テレビ・フジテレビ） - 浜野みゆき 役[105]
- 演じ屋（2021年7月30日 - 9月3日、WOWOW） - アイカ 役[106][107]
  - 演じ屋 Re:act（2024年5月24日 - 7月5日、WOWOW）[108][109]
- 正義の天秤（2021年9月25日 - 10月23日、NHK総合） - ヒロイン・佐伯芽衣 役[110]
  - 正義の天秤 season2（2023年5月6日 - 6月3日、NHK総合）[111][112]
- 恋です!〜ヤンキー君と白杖ガール〜（2021年10月6日 - 12月15日、日本テレビ） - 赤座イズミ役[113]
- 真犯人フラグ 特別編（2021年12月26日、日本テレビ） - 尾野幹葉 役[114]
- にんげんこわい 第4話「宮戸川・上」、最終話「宮戸川・下」（2022年2月27日・3月6日、WOWOW） - キミ 役[115][116]
- 雪国 -SNOW COUNTRY-（2022年4月16日、NHK BSプレミアム・NHK BS4K〈3月28日先行放送〉 / 2023年2月12日、NHK総合） - ヒロイン・駒子 役[117][118][119]
- 星新一の不思議な不思議な短編ドラマ『窓』（2022年6月21日、NHK BS4K・BSプレミアム）- 若い女（mi-na ミーナ / 村上）役[120][121]
- ファーストペンギン!（2022年10月5日 - 12月7日、日本テレビ） - 岩崎和佳 役[21][122]
- 両刃の斧（2022年11月13日 - 12月18日、WOWOW） - 川澄日葵 役[123]
- 忍者に結婚は難しい 最終話（2023年3月16日、フジテレビ） - 山田みち 役[124]
- あなたがしてくれなくても（2023年4月13日 - 6月22日、フジテレビ） - 吉野みち 役[125]
  - あなたがしてくれなくても 特別編（2023年6月29日、フジテレビ）[126]
- 春になったら（2024年1月15日 - 3月25日、関西テレビ・フジテレビ） - 椎名瞳 役（木梨憲武とダブル主演）[127]
- あのクズを殴ってやりたいんだ（2024年10月8日 - 12月10日、TBS） - 佐藤ほこ美 役[128]
- 東京サラダボウル（2025年1月7日 - 3月4日、NHK総合・NHK BS4K） - 鴻田麻里 役（松田龍平とダブル主演）[129]
- 塀の中の美容室（2025年8月22日〈予定〉 - 、WOWOW） - 小松原葉留 役[130]

### 配信ドラマ
- 連続ドラマ いと 序章（2013年4月、レコチョク/OTOTOY） - 七海 役
- 雨が降ると君は優しい（2017年9月 - 10月、Hulu） - 平川百合 役
- カフカの東京絶望日記（2019年4月2日 - 、バンダイナムコアーツYouTubeチャンネル） - 黒柳つぐみ 役[131]
- 死神さん2 第2話（2022年9月24日、Hulu） - 藤代唯 役

### テレビアニメ
- その時、カノジョは。（2018年10月7日 - 12月23日、KBCテレビ） - モエ 役[132]
- ワンダーエッグ・プライオリティ（2021年2月23日、日本テレビ） - 川井千秋 役[133]

### ショートフィルム
- 東巨女子「メイクアップ」篇（2015年）[134]
- とう と きょう（2017年）[注 4] ※ショートフィルム
- 日韓合作ショートフィルム「いつか、会える日まで」（2017年10月） - 由奈 役[135]
- 観覧車の下で会いましょう -人生は観覧車のよう-（2017年11月） - 春菜 役[136]

### オリジナルビデオ
- 虎狼の群れ1,2（2017年9月,10月、コンセプトフィルム/オールインエンタテインメント）[注 4][137][138] - ハル(黒龍会柏田組若頭石堂明人の一人娘)

### テレビ番組
- ももち浜ストア プラス（2011年4月4日 - 2018年3月29日[要出典]、テレビ西日本） - インフォマーシャルコーナー「おすすめ通信 なおちゃんねる」
- 吉田類の酒場放浪記 放浪1000回スペシャル（2021年2月22日、BS-TBS） - VTR出演
- ZIP!（日本テレビ）
  - 2021年10月1日 - 10月29日、月替わり金曜パーソナリティー[139][140][141]
  - 2021年12月24日[142]
  - 2023年4月7日 - 、2023年季節替わり春の金曜パーソナリティー[143]
  - 2025年4月4日 - 、毎週金曜日7時35分頃から1分アニメ「すみっコぐらし」のナレーターを担当
- 秋の超豊作 さんま御殿 メダリスト＆大物2世イライラ美人妻の逆襲（2021年10月12日、日本テレビ）
- Horse Eye きっとウマくいく（2022年4月6日 - 9月28日、日本テレビ）ナレーター

### ラジオドラマ
- FMシアター 弾け!はじけろ!そろばん甲子園（2015年7月11日、NHK-FM） - 坂田夏実 役

### ラジオ番組
- 本田なおと梛野里佳子のきのみきのまま[注 7]（2017年1月 - 11月、ラジオ日本） - パーソナリティ
- 「東海北陸あさラジオ」(2018年9月12日朝7時40分から)
- 奈緒のオールナイトニッポン（2022年1月1日、ニッポン放送）

### 舞台
- 終わりのない（2019年10月29日 - 12月4日、世田谷パブリックシアター ほか）[17][144]
- 玉田企画『今が、オールタイムベスト』（2020年3月19日 - 26日、東京芸術劇場シアターイースト）
- M&Oplaysプロデュース『DOORS』（2021年5月16日 - 30日、世田谷パブリックシアター ほか）
- 恭しき娼婦（2022年6月4日 - 30日、紀伊國屋ホール / 兵庫県立芸術文化センター 阪急中ホール / 日本特殊陶業市民会館 ビレッジホール）- リズィー 役
- 眠くなっちゃった（2023年10月1日 - 10月15日、世田谷パブリックシアター ほか）[145]
- Medicine メディスン（2024年5月 - 6月、シアタートラム ほか）[146]
- WAR BRIDE -アメリカと日本の架け橋 桂子・ハーン-（2025年8月5日 - 9月14日、よみうり大手町ホール ほか） - 桂子 役[147]
- 大地の子（2026年2月26日 - 3月17日〈予定〉、明治座） - あつ子 役[148]

### CM
- マリノアシティ福岡
  - 12周年誕生祭（2012年）
  - OUTLET SPRING SALE（2013年）
  - 13周年誕生祭（2013年）
  - 14周年誕生祭（2014年）
- ABC不動産 「見学篇」（2013年）
- プレナス「ほっともっと」
  - 新生姜焼き弁当 （2013年）
  - 中華あんかけごはん（2014年）
  - 豆腐牛めし（2015年）
- 大塚製薬 「UL・OS（ウルオス）」『お疲れ顔にぴゅっ篇』（2014年）
- アサヒフードアンドヘルスケア 1本満足バー 「ヘルシー&マンゾク篇」（2014年）
- パークプレイス大分（2014年）
- 広島女学院大学（2014年）
- 日本コカ・コーラ
  - スプライト 「スプラッシュカート夏篇」（2014年）
  - 紅茶花伝 「クラフティーの秘密」篇（2020年）
- 名桜大学 「勉強ができる幸せ。」篇（2014年）
- 西日本シティ銀行 オトナ、スタート 「ひとり暮らし」篇（2014年）
- 長崎ケーブルメディア（2014年 - 2015年）
- ベスト電器（2015年）
- エルセルモ熊本（2015年）
- トヨタ自動車 パッソ 「ドライブ人生相談 しずカー 予告編」（2015年）
- 白泉社『月刊LaLa』「赤髪の白雪姫」
  - 「運命の色」篇、「お菓子」篇（2015年）
  - 「ウインナー」篇、「エレベーター」篇（2016年）
- LINE LINE MUSIC 「シェア篇」（2015年）
- スリーエム ジャパン スコッチブライト スクラブウェットシート 「さよなら油汚れ篇」（2015年）
- ダイハツ工業
  - ウェイク「WAKE兄弟 登山」篇（2015年）
  - ミラ トコット「勘違い」篇（2018年6月 - ） - たまちゃん 役[149]
- NHK
  - 「変わりますよ。よるのNHK篇」（2016年）
  - パラリンピック応援“ヤツら ただものじゃない”編「佐藤友祈（陸上・トラック）」（2019年）
- バンダイナムコエンターテインメント スマホアプリ「ONEPIECE サウザンドストーム」 「映画ぶら下がり無し」篇（2016年）
- ANAクラウンプラザホテル長崎グラバーヒル（2016年）
- au 『TEAM 篇』（2016年）
- ファミリーマート「春フェスタ くじ」『七変化篇』（2016年）
- 象印
  - 「極め羽釜」（2016年）
  - 「象印三姉妹」TV-CMシリーズ（2020年5月 - ）※安藤サクラ、箭内夢菜と共演[150][151] - 次女役
- 久光製薬「アレグラFX｣『平成アレグラ篇』『ニッポンのアレグラ篇』『アレグラ美容室篇』（2015年） - アレグラ星人女の子・ナオナオ 役
- モスバーガー『お待たせする理由篇』『選抜!直火焼チキン祭篇』（2017年）
- Mixi「モンスターストライク」『初詣篇』（2017年）
- リクルート「リクナビNEXT」（2017年）
- 福屋不動産販売 東京ローカルプロモーションMV 「ローカルミーハーのうた」（2017年）[152][注 4]
- アビバプロ（2017年）
- 吉乃川「東京新潟物語」（2017年 - ）
- カンロ「ピュレグミ」（2017年）
- ライク「携帯孝行」（2018年）
- green blue福岡空港 「それ福岡空港でよくない?」 ラーメン滑走路篇（2018年9月1日 - ）[153]
- メルカリ（2018年）
  - 「バーコード出品チャレンジ」篇
  - 「クローゼットちゃん」篇
- クックパッド「記憶喪失の女」カチョエペペ編 パネチキン編
- 東京ガス「家族の絆シリーズ」（2018年）
- 福岡ソフトバンクホークス ヤフオクドームプロモーションCF「ケンタウロス篇」（2019年） - ケンタウロスの恋人 役[154]
- うるる 入札情報速報サービス NJSS（エヌジェス）「エヌジェチュ」（2019年11月11日 - ）[155]
- 九州旅客鉄道「JRキューポ」「ネット予約」（2020年・21年）[156][157]
- クラシエホームプロダクツ ディアボーテ HIMAWARI
  - 「ふしぎな雨男」篇、「ずっとつづけ」篇（2020年）[158]
  - 「雨男の母」篇、「やさしいウソ」篇（2021年）[159]
  - 「てるてるぼうず」篇（2022年）[160]
  - 「雨の日に選ぶもの」篇、「髪と天気予報」篇（2023年）[161]
  - 「奈緒の髪」篇、「奈緒の髪 良い20代でした」篇、「奈緒の髪 自分のこころ」篇（2025年）[162]
- SBIいきいき少額短期保険「SBIいきいき少短のペット保険」（2020年5月 - ）[163]
- ナンワエナジー （放映：鹿児島県・熊本県・福岡県）
  - 「電気代基本料金1年間0円」篇（2020年8月1日 - ）[164]
  - 「でんきなナンワちゃん! いちご農家」篇・「でんきなナンワちゃん! ご家庭」篇（2021年1月1日 - ）[165]
- NTTドコモ「はじめてスマホプラン」
  - 「一人でリハーサル」篇（2020年10月29日 - ）[166]
  - 「耳寄りな話」篇（2021年8月 - ）
  - 「おじいちゃんがスマホに替えた」篇（2021年12月24日 - ）[167]
- ラクサス・テクノロジーズ（Laxus） 
  - 総額6億円プレゼントキャンペーン「出会い」篇、「デート」篇、「初めてのキス」篇、「彼の親」篇、「お別れ」篇 （2021年2月10日 - ）[168]
  - 知らないだけでみんな使ってる！ブランドバッグの定額レンタルアプリ Laxus（ラクサス）「クセ強ダンス」篇（2021年4月1日 - ）[169]
- YOOZOO GAMES インフィニティ キングダム-諸王の戦争（2022年1月27日 - ）[170]
- サントリー 「パーフェクトサントリービール」（2022年10月 - ）※堺雅人、山本耕史と共演[171][172]
  - 「うまい中華には？出会い」篇
  - 「うまい中華には？再会」篇
- 三井ダイレクト損保（2022年11月2日 - ） ※遠藤憲一と共演[173]
- 神戸製鋼所（2023年7月25日 - ）
- ポケモン 「ポケモンスリープ（Pokémon Sleep）」（2023年12月21日 - ） - 出演と歌「夢で逢えたら」を担当[174]
- レバレジーズ「次代を、創る_篇」「さまざまな分野_篇」（2023年12月24日 - ）[175]
- レバレジーズ、レバレジーズメディカルケア(レバウェル)「今日までの日々を、力に変えて」篇（2024年2月1日 - ）
- 東洋水産「QTTA」（2024年3月18日 - ）[176][177]
- サントリー食品インターナショナル 伊右衛門「心に、京都を。春。」篇（2025年3月3日 - ）[178]
- コジマ（2025年4月25日 - ）「コジマ70周年 Big Sunny Smile篇」[179]

#### Web CM
- オートウェイWebCM『【放送事故】生配信中に……いきなりBAN篇』『ラバー篇』（2014年）
- ニコニコ生放送 「#クリスマスは年賀状書くから忙しい」（2016年）
- NifMo 「轟満の先入観」（2016年）
- リユースショップ2nd street（2016年）
- カンロ ピュレグミ 「オフィス篇」「ファミレス篇」「BAR篇」（2017年）

#### タクシーCM
- オープンエイト Video BRAIN「鶴の恩返し」篇（2020年11月16日 - ）[180]

### 広告
- LOVEST by air サロンクオリティヘアケア（2015年）
- ヨドバシカメラ 「クリスチャンポール」（2016年）
- 統一地方選挙 福岡県知事・福岡県議会議員（2019年）
- 福岡県知事選挙・福岡県議会議員補欠選挙（2021年3月25日 - 4月11日）[181]

### ミュージック・ビデオ
- Candy Box 「たまゆら青春DAYS」（2012年）
- Candy Box 「恋するライオン」（2012年）
- 平義隆 「饒舌な情熱の愛の歌 feat.SHOGO」（2014年）
- DJみそしるとMCごはん 「ジャスタジスイ」（2014年）
- Love&hug project ソ・イングク 「hug」（2014年）
- OKAMOTO'S 「Beautiful Days」（2015年）
- 福耳 「八月の夢」（2018年）
- Aimer 「STAND-ALONE」（2019年）[182]
- Hey!Say!JUMP 「ナイモノネダリ」（2020年）

### 新聞
- 学生新聞[183]

## 受賞
- 第102回ザテレビジョンドラマアカデミー賞 助演女優賞（『あなたの番です』）[16]
- ゆうばり国際ファンタスティック映画祭2020 ニューウェーブアワード[184]
- 第43回ヨコハマ映画祭 最優秀新人賞[185]
- 2023年エランドール賞 「新人賞（TVガイド賞）」[186]
- 第116回ザテレビジョンドラマアカデミー賞 主演女優賞（『あなたがしてくれなくても』）[187][188]
- 第27回日刊スポーツ・ドラマグランプリ 主演女優賞（『あなたがしてくれなくても』、『春になったら』）[189]
- 第33回橋田賞 新人賞（『あのクズを殴ってやりたいんだ』）[190]